# دیوی دیوی ایر
دیوی دیوی ایر (به انگلیسی: Divi Divi Air) یک شرکت هواپیمایی با کد یاتا DI است که در ۲۰۰۱ میلادی تأسیس شده و در ۲۰۰۲ فعالیتش را آغاز کرده‌است. دفتر مرکزی دیوی دیوی ایر در کوراسائو واقع شده‌است و قطب این شرکت هواپیمایی در کوراسائو قرار دارد و به ۲ مقصد، پرواز انجام می‌دهد.